# Holvastby
Holvastby är en by i Nora socken, Uppland, Heby kommun.
Holvastby omtalas i dokument första gången 1331 ("olwastæby") i samband skogar, ängar, fisken och vasstäkter i en häradsdom fråndömdes den försvunna byn Berg och Holvastby och tilldömdes Nordmyra. 1415 bytte Bengt i Ulebo till sig 16 penningland i Holvastby. Under 1500-talet upptas Holvastby i jordeboken som 1 mantal skatte om 1 markland och 6 öresland. Holvastby ingick tillsammans med Prästgården, Ulebo, Skinnarbo samt Norr och Sör Åsbo i Bergbolsta skifteslag och ägde skogen gemensamt med dessa byar.
Bland bebyggelser på ägorna märks Aborrbo, ett nu försvunnet torp från 1800-talet som en tid anges fungerat som soldattorp. Fagerheden är ett torp dokumenterat sedan 1866. Falkenberg, dokumenterat sedan 1696 har fungerat som soldattorp för soldaten 361 Falk vid Västmanlands regemente. Senare tillkom fler torp bredvid som även de kallats Falkenberg. Torpen låg på samfälld mark som efter laga skifte 1866 kom att delas mellan Holvastby och Prästgården. Fredrikslund är en försvunnen gård som har fått sitt namn efter torparen Johan Fredrik Jansson som flyttade till Holvastby 1875. Heden, dokumenterat sedan 1700-talet är namnet på flera lägenheter belägna både på Holvastby och Prästgårdens ägor. De ligger på den utlöpare av Dalkarlsåsen som i Huddunge socken kallas Nora hed. Strax intill ligger Hedenslund, som även det utgör flera lägenheter, varav några ligger in på Ulebo ägor. Högsberga är en fastighet från 1900-talet, Jägartorpet uppfördes 1907 som skogvaktarbostad. Källviken är en fastighet som avsöndrades som 1863 avsöndrades från Holvastby och Ulebo. Loberg är ett nu försvunnet torp, dokumenterat första gången 1808. Torpet Rotfallet uppfördes 1804. Rävsten är en gammal före detta banvaktarstuga vid Sala–Gysinge–Gävle järnväg. Den har fått sitt namn efter en närliggande sten där det funnits en rävlya, namnet på stenen är dokumenterat redan på 1780-talet. På ekonomiska kartan kallas stenen i stället Rövarstenen, och är kopplad till en sägen om att rövare legat i försåt bakom stenen och plundrat vägfarande.